# هيروشي كوباياشي (لاعب كرة قدم)
هيروشي كوباياشي (باليابانية: 小林寛) (و. 1959 – م) هو لاعب ومدرب كرة قدم، من اليابان، ولد في اليابان.